# Импактирани зуби
Импактирани зуби су зуби који уопште нису изникли у вилици, а прошло је уобичајено време њиховог ницања и при томе зуби не показују клиничке и радиографске знакове ницања. Најчешћи разлог ове појаве је то што им је пут ницања блокиран неком препреком. Уколико је зуб само делимично никао, онда се он означава као полуимпактиран. Најчешће не изникну горњи и доњи умњаци, горњи очњаци и доњи предкутњаци.
Разлози за изостанак ницања зуба су многобројни:
- недостатак простора у зубном луку, који се често јавља као последица прерано извађених млечних зуба;
- неправилан положај клице зуба;
- тескоба зуба, тј. недовољна ширина вилице;
- патолошки процеси, као нпр. тумори и цисте.

Пацијенти често нису ни свесни постојања неизниклог зуба, пошто они у великом броју случајева не причињавају никакве сметње. Приликом стоматолошког прегледа деце или особа млађег узраста, проверава се да ли су у зубном низу присутни зуби који би се, у том узрасту, могли очекивати. У случају изостанка ницања неког од зуба, врши се детаљан преглед и обавезно прави рендгенски снимак.

## Клиничка слика
Импактирани зуби заузимају најразличитије положаје. Дешавају се и случајеви где је зуб заокренут за 180 степени. 
Иако многи неизникли зуби не причињавају никакве сметње, блага нелагодност обично прати њихово ницање. Када су у питану доњи умњаци, ове нелагодности често бивају праћене стањем које се означава као перикоронитис. Ради се о инфекцији меких ткива око полуизниклог зуба која је често је праћена болом и тризмусом (отежаним отварањем уста). Сама инфекција настаје тако што се између десни (слузокоже) тек изниклог зуба и самог зуба (тачније његове круне) ствара „џеп“ у коме се веома лако задржава храна.

## Лечење
Терапија неизниклих зуба може бити усмерена ка њиховом очувању и потпомагању њиховог ницања или ка вађењу зуба. Сама терапија зависи од много фактора:
- процене могућности њиховог ницања,
- старости пацијента,
- општег здравственог стања и
- присутних симптома и патолошких промена.

Ови зуби се могу наћи код људи свих старосних доби. Када је реч о деци, процена могућности ницања неизниклог зуба одређује и врсту терапије. Када су у питању одрасли пацијенти, терапија ће пре свега зависити од симптома које проузрокује импактирани зуб, али и од старости пацијента и његовог општег здраственог стања. Процена о потреби било какве интервенције на импактираном зубу који не изазива никакве симптоме заснива се на предвиђању могућих компликација, које би тај зуб могао да изазове уколико се не би благовремено извадио. 
Вађење импактираних умњака је понекад компликовано, како због кости која се мора уклонити да би се дошло до зуба, тако и због саме неприступачности тог предела.